# Bévilard
Bévilard (toponimo francese; in tedesco Bewiler, desueto) è una frazione di 1 741 abitanti del comune svizzero di Valbirse, nel Canton Berna (regione del Giura Bernese, circondario del Giura Bernese).

## Storia

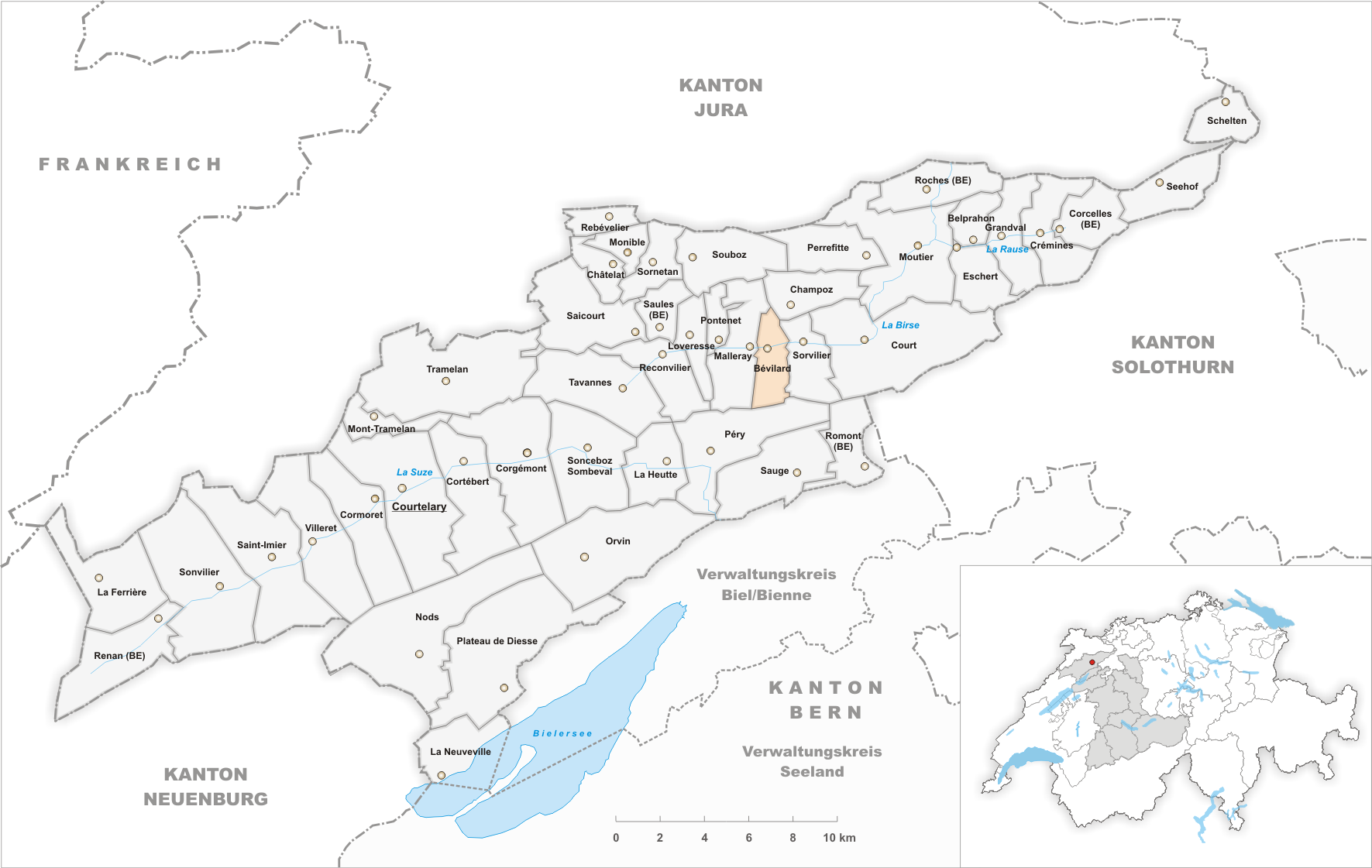
Il territorio del comune di Bévilard prima degli accorpamenti comunali del 2015

Già comune autonomo che si estendeva per 5,63 km², il 1º gennaio 2015 è stato accorpato agli altri comuni soppressi di Malleray e Pontenet per formare il nuovo comune di Valbirse.

## Monumenti e luoghi d'interesse

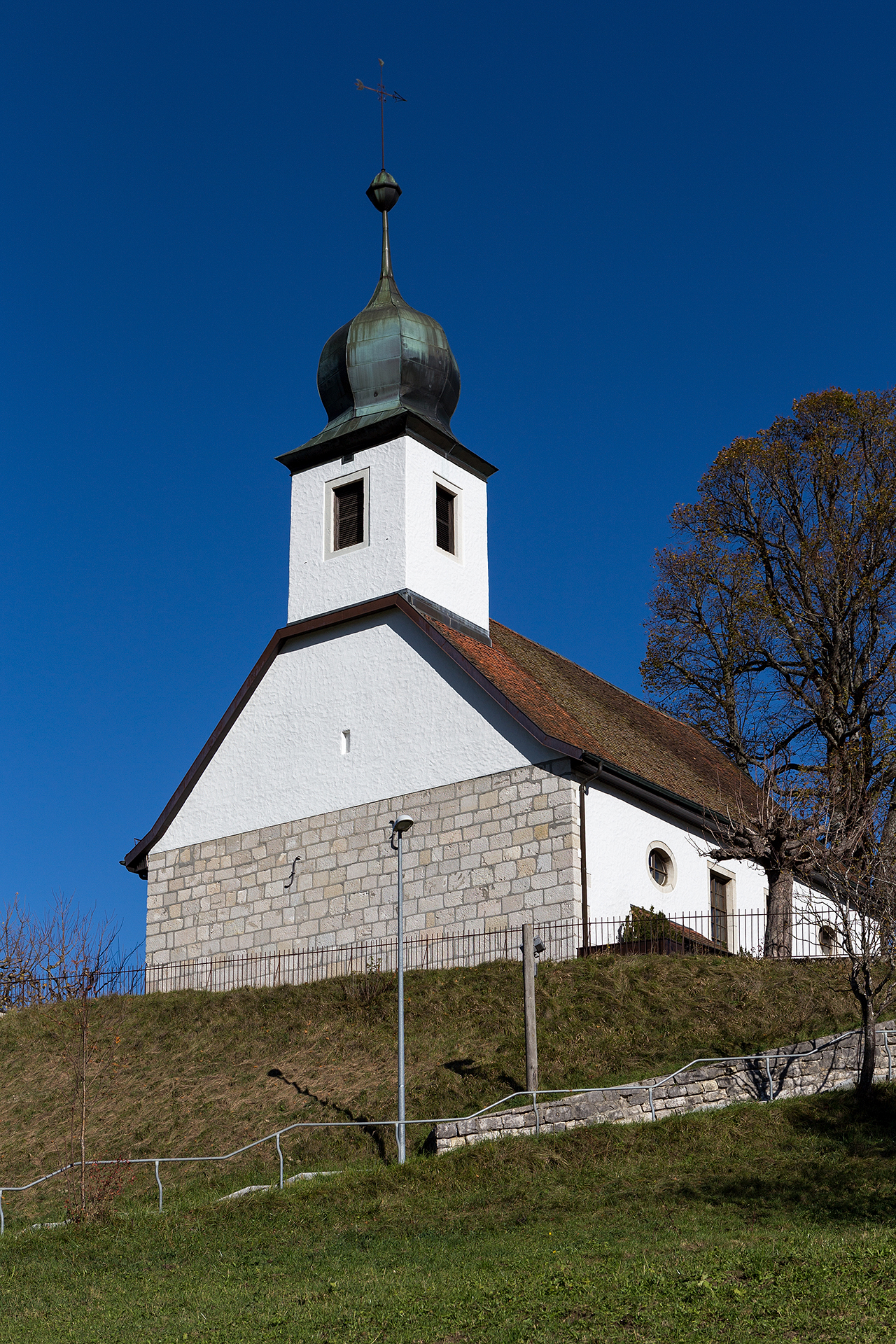
La chiesa riformata

- Chiesa riformata (già di San Giorgio), attestata dal 1263 e ricostruita nel 1716[1].

## Società

### Evoluzione demografica
L'evoluzione demografica è riportata nella seguente tabella:
Abitanti censiti

## Infrastrutture e trasporti

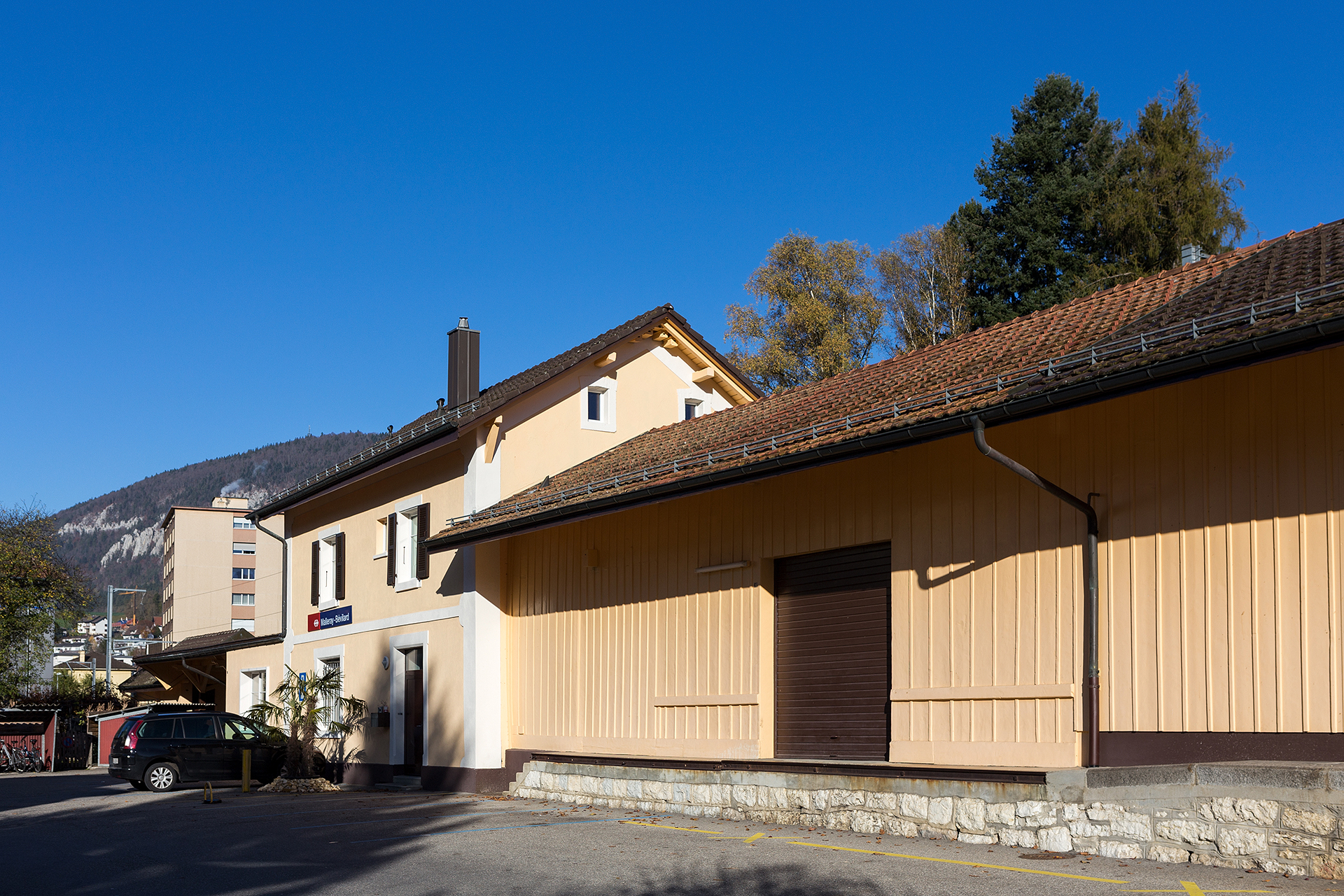
La stazione di Malleray-Bévilard

Bévilard è servito dalla stazione di Malleray-Bévilard sulla ferrovia Sonceboz-Sombeval-Moutier.